# Coptopteryx constricta
Coptopteryx constricta är en bönsyrseart som beskrevs av Rehn 1913. Coptopteryx constricta ingår i släktet Coptopteryx och familjen Mantidae. Inga underarter finns listade i Catalogue of Life.